# Doriano Romboni
Doriano Romboni (Lerici, 8 de diciembre de 1968 - Latina, 30 de noviembre de 2013) fue un piloto de motociclismo Italiano.

## Biografía
Romboni corrió en las categorías de 125cc y 250cc carreras de Campeonato Mundial en Honda. En 1996 pilotó para Aprilia en 500cc a bordo una moto con V-Twin,  que se había ampliado a 380 cc. Aprilia intentó aprovechar el peso ligero y la agilidad de la moto contra su competencia más poderosa. Romboni logró terminar en el décimo lugar en 1997 antes de que Aprilia retirara el proyecto. Corrió para el equipo MuZ en la temporada 1998.
En 1999 cambió al Superbike Campeonato Mundial en un equipo privado de Ducati. Después volvió brevemente a la competición en las temporadas 2000 y 2004.

## Muerte
El 30 de noviembre de 2013 Romboni murió en un accidente durante la segunda edición 'Sic Day', una carrera en honor de la memoria del italiano Marco Simoncelli, quién también murió en un accidente de carrera en 2011.

## Resultados

### Campeonato del Mundo de Motociclismo
Sistema de puntuación desde 1988 hasta 1991:
| Posición | 1.º | 2.º | 3.º | 4.º | 5.º | 6.º | 7.º | 8.º | 9.º | 10.º | 11.º | 12.º | 13.º | 14.º | 15.º |
| Puntos   | 20  | 17  | 15  | 13  | 11  | 10  | 9   | 8   | 7   | 6    | 5    | 4    | 3    | 2    | 1    |

Sistema de puntuación en 1992:
| Posición | 1.º | 2.º | 3.º | 4.º | 5.º | 6.º | 7.º | 8.º | 9.º | 10.º |
| Puntos   | 20  | 15  | 12  | 10  | 8   | 6   | 4   | 3   | 2   | 1    |

Sistema de puntuación de 1993 hasta 2022:
| Posición | 1.º | 2.º | 3.º | 4.º | 5.º | 6.º | 7.º | 8.º | 9.º | 10.º | 11.º | 12.º | 13.º | 14.º | 15.º |
| Puntos   | 25  | 20  | 16  | 13  | 11  | 10  | 9   | 8   | 7   | 6    | 5    | 4    | 3    | 2    | 1    |

#### Carreras por año
(Clave) (Las Carreras en negrita indica pole position, las carreras en cursiva indica vuelta rápida)
| Año  | Categoría | Equipo    | 1       | 2       | 3       | 4       | 5       | 6       | 7       | 8       | 9       | 10      | 11      | 12      | 13      | 14      | 15      | Ptos. | Pos. |
| ---- | --------- | --------- | ------- | ------- | ------- | ------- | ------- | ------- | ------- | ------- | ------- | ------- | ------- | ------- | ------- | ------- | ------- | ----- | ---- |
| 1989 | 125cc     | Honda     | JPN -   | AUS -   | SPA Ret | NAT 10  | GER 15  | AUT Ret |         | NED 17  | BEL 12  | FRA Ret | GBR 7   | SWE Ret | CZE Ret |         |         | 20.º  | 20   |
| 1990 | 125cc     | Honda     | JPN -   |         | SPA Ret | NAT Ret | GER 1   | AUT 6   | YUG 5   | NED 1   | BEL 11  | FRA 2   | GBR 2   | SWE 3   | CZE Ret | HUN Ret | AUS 3   | 4.º   | 130  |
| 1991 | 250cc     | Honda     | JPN Ret | AUS Ret | USA 13  | SPA 9   | ITA Ret | GER 13  | AUT Ret | EUR 7   | NED DNS | FRA -   | GBR -   | RSM 6   | CZE Ret | VDM Ret | MAL Ret | 15.º  | 32   |
| 1992 | 250cc     | Honda     | JPN Ret | AUS 6   | MAL 6   | SPA 12  | ITA 10  | EUR 7   | GER Ret | NED Ret | HUN 7   | FRA Ret | GBR 3   | BRA 4   | RSA Ret |         |         | 10.º  | 43   |
| 1993 | 250cc     | Honda     | AUS 7   | MAL 4   | JPN 3   | SPA 8   | AUT 1   | GER 1   | NED Ret | EUR -   | RSM -   | GBR -   | CZE 4   | ITA Ret | USA 2   | FIM 6   |         | 5.º   | 139  |
| 1994 | 250cc     | Honda     | AUS 2   | MAL 5   | JPN 6   | SPA 2   | AUT 3   | GER 3   | NED Ret | ITA Ret | FRA 2   | GBR 3   | CZE Ret | USA 1   | ARG DNS | EUR 3   |         | 4.º   | 170  |
| 1995 | 250cc     | Honda     | AUS 6   | MAL Ret | JPN Ret | SPA 4   | GER DNS | ITA -   | NED -   | FRA Ret | GBR DNS | CZE 5   | BRA 1   | ARG 3   | EUR -   |         |         | 9.º   | 75   |
| 1996 | 500cc     | Aprilia   | MAL DNS | INA 11  | JPN 7   | SPA Ret | ITA 9   | FRA Ret | NED Ret | GER Ret | GBR -   | AUT -   | CZE -   | IMO 14  | CAT DNS | BRA -   | AUS -   | 19.º  | 23   |
| 1997 | 500cc     | Aprilia   | MAL -   | JPN -   | SPA 6   | ITA 11  | AUT 10  | FRA 11  | NED 3   | IMO Ret | GER 5   | BRA 7   | GBR 7   | CZE Ret | CAT 10  | INA 10  | AUS 11  | 10.º  | 88   |
| 1998 | 500cc     | MuZ Weber | JPN 12  | MAL DNS | SPA -   | ITA -   | FRA -   | MAD -   | NED -   | GBR -   | GER -   | CZE -   | IMO -   | CAT -   | AUS -   | ARG -   |         | 28.º  | 4    |

### Campeonato Mundial de Superbikes

#### Carreras por año
(Las Carreras en negrita indica pole position, las carreras en cursiva indica vuelta rápida)
| Año  | Marca    | 1     | 1     | 2     | 2     | 3       | 3       | 4       | 4       | 5       | 5       | 6     | 6     | 7     | 7     | 8     | 8     | 9     | 9     | 10     | 10     | 11    | 11     | 12      | 12      | 13    | 13    | Pos. | Pts. |
| Año  | Marca    | R1    | R2    | R1    | R2    | R1      | R2      | R1      | R2      | R1      | R2      | R1    | R2    | R1    | R2    | R1    | R2    | R1    | R2    | R1     | R2     | R1    | R2     | R1      | R2      | R1    | R2    | Pos. | Pts. |
| ---- | -------- | ----- | ----- | ----- | ----- | ------- | ------- | ------- | ------- | ------- | ------- | ----- | ----- | ----- | ----- | ----- | ----- | ----- | ----- | ------ | ------ | ----- | ------ | ------- | ------- | ----- | ----- | ---- | ---- |
| 1999 | Ducati   | RSA 9 | RSA 9 | AUS 7 | AUS 8 | GBR 11  | GBR 8   | SPA DNS | SPA DNS | ITA Ret | ITA DNS | GER - | GER - | SMR - | SMR - | USA - | USA - | EUR - | EUR - | AUT -  | AUT -  | NED - | NED -  | GER -   | GER -   | JPN - | JPN - | 17.º | 44   |
| 2000 | Ducati   | RSA - | RSA - | AUS - | AUS - | JPN -   | JPN -   | GBR -   | GBR -   | ITA -   | ITA -   | GER - | GER - | SMR - | SMR - | SPA - | SPA - | USA - | USA - | EUR -  | EUR -  | NED 7 | NED 11 | GER Ret | GER DNS | GBR   | GBR   | 35.º | 14   |
| 2004 | Yamaha - | SPA - | SPA - | AUS - | AUS - | SMR DNS | SMR DNS | ITA -   | ITA -   | GER -   | GER -   | GBR - | GBR - | USA - | USA - | EUR - | EUR - | NED - | NED - | ITA 15 | ITA 14 | FRA - | FRA -  |         |         |       |       | 35.º | 3    |